# Eurolega (hockey in-line)
L'Eurolega (conosciuta anche come European League) è la massima competizione europea di hockey in-line riservata alle squadre di club. Istituita nel 2003 come European Champions Cup assunse la denominazione di Eurolega dal 2016. La vittoria del trofeo dà diritto di fregiarsi del titolo di squadra campione d'Europa.
Come detto il torneo nel tempo ha assunto queste denominazioni:
- 2003–2012: European Champions Cup;
- dal 2016: Eurolega.

## Storia
La competizione è aperta alle squadre che hanno vinto il campionato nazionale o la coppa nazionale del loro paese. Inizialmente, la formula prevedeva una fase a gironi seguita da semifinali e finali. Tuttavia, a causa di vari fattori, tra cui la pandemia di COVID-19, alcune edizioni sono state annullate o modificate. Nel 2023, la competizione è stata rivisitata con una formula che includeva un girone di qualificazione e semifinali. Le squadre italiane, in particolare gli Asiago Vipers, hanno avuto un ruolo di primo piano nella storia della competizione, con diverse finali disputate e vittorie significative.
Fino al 2025, la competizione ha visto diverse squadre trionfare: i francesi del Diables Rethelois con 9 vittorie, gli italiani dell'Asiago Vipers e gli spagnoli del Molina con 3 vittorie, il CPL Valladolid con 2 successi e il Tigres de Garges con un titolo.

## Albo d'oro
| Stagione   | Data                   | Vincitore (numero vittorie) | Finalista perdente     | Risultato              | Sede della finale/i        |                        |
| ---------- | ---------------------- | --------------------------- | ---------------------- | ---------------------- | -------------------------- | ---------------------- |
| 2003 (1ª)  |                        | Diables Rethelois (1)       | Ghosts Padova          |                        | Bairon et ses environs     |                        |
| 2004 (2ª)  |                        | Diables Rethelois (2)       | Espanya Maiorca        |                        | Niddatal                   |                        |
| 2005 (3ª)  |                        | Asiago Vipers (1)           | Diables Rethelois      |                        | Bassano del Grappa         |                        |
| 2006 (4ª)  |                        | Diables Rethelois (3)       | Artzak d'Anglet        |                        | Anglet                     |                        |
| 2007 (5ª)  | 2 dicembre             | Asiago Vipers (2)           | CPL Valladolid         | 6 - 3                  | Valladolid                 |                        |
| 2008 (6ª)  |                        | Asiago Vipers (3)           | CPL Valladolid         |                        | Rethel                     |                        |
| 2009 (7ª)  | 29 novembre            | Diables Rethelois (4)       | Asiago Vipers          | 4 - 3                  | Rethel                     |                        |
| 2010 (8ª)  | 28 novembre            | CPL Valladolid (1)          | Artzak d'Anglet        | 7 - 6                  | Anglet                     |                        |
| 2011 (9ª)  | 27 novembre            | CPL Valladolid (2)          | Artzak d'Anglet        | 2 - 0                  | Valladolid                 |                        |
| 2012 (10ª) |                        | Diables Rethelois (5)       | Artzak d'Anglet        |                        | Rethel                     |                        |
| 2013-2015  | Edizioni non disputate | Edizioni non disputate      | Edizioni non disputate | Edizioni non disputate | Edizioni non disputate     | Edizioni non disputate |
| 2016 (11ª) | 3 marzo                | Diables Rethelois (6)       | Tigres de Garges       | 7 - 3                  | Rethel                     |                        |
| 2017 (12ª) | 5 marzo                | Diables Rethelois (7)       | Espanya Maiorca        | 4 - 3 (dts)            | Valladolid                 |                        |
| 2018 (13ª) | 8 aprile               | Diables Rethelois (8)       | Milano Quanta          | 9 - 2                  | Rethel                     |                        |
| 2019 (14ª) | 14 aprile              | Tigres de Garges (1)        | Milano Quanta          | 1 - 1 (dts) (1-0 dtr)  | Roana                      |                        |
| 2020       | Edizione non disputata | Edizione non disputata      | Edizione non disputata | Edizione non disputata | Edizione non disputata     | Edizione non disputata |
| 2021 (15ª) | 4 luglio               | Diables Rethelois (9)       | CPL Valladolid         | 3 - 0                  | Kaltbrunn                  |                        |
| 2022       | Edizione non disputata | Edizione non disputata      | Edizione non disputata | Edizione non disputata | Edizione non disputata     | Edizione non disputata |
| 2023 (16ª) | 23 aprile              | Molina (1)                  | Villeneuve-la-Garenne  | 5 - 1                  | Las Palmas de Gran Canaria |                        |
| 2024 (17ª) |                        | Molina (2)                  | Dubnica Wild King      |                        | Brumov-Bylnice             |                        |
| 2025 (18ª) | 27 aprile              | Molina (3)                  | Villeneuve-la-Garenne  | 7 - 5                  | Cittadella                 |                        |

## Statistiche

### Edizioni vinte e secondi posti per squadra
| Squadra               | Vittorie | Secondi posti | Anni vittorie                                        | Anni secondi posti     |
| --------------------- | -------- | ------------- | ---------------------------------------------------- | ---------------------- |
| Diables Rethelois     | 9        | 1             | 2003, 2004, 2006, 2009, 2012, 2016, 2017, 2018, 2021 | 2005                   |
| Asiago Vipers         | 3        | 1             | 2005, 2007, 2008                                     | 2009                   |
| Molina                | 3        | 0             | 2023, 2024, 2025                                     |                        |
| CPL Valladolid        | 2        | 3             | 2010, 2011                                           | 2007, 2008, 2021       |
| Tigres de Garges      | 1        | 1             | 2019                                                 | 2016                   |
| Artzak d'Anglet       | 0        | 4             |                                                      | 2006, 2010, 2011, 2012 |
| Espanya Maiorca       | 0        | 2             |                                                      | 2004, 2017             |
| Milano                | 0        | 2             |                                                      | 2018, 2019             |
| Villeneuve-la-Garenne | 0        | 2             |                                                      | 2023, 2025             |
| Ghosts Padova         | 0        | 1             |                                                      | 2003                   |
| Dubnica Wild King     | 0        | 1             |                                                      | 2024                   |

### Edizioni vinte e secondi posti per nazione
| Nazione    | Vittorie | Secondi posti | Squadre vincitrici                         | Secondi posti                                                                            |
| ---------- | -------- | ------------- | ------------------------------------------ | ---------------------------------------------------------------------------------------- |
| Francia    | 10       | 8             | Diables Rethelois (9) Tigres de Garges (1) | Artzak d'Anglet (4) Villeneuve-la-Garenne (2) Diables Rethelois (1) Tigres de Garges (1) |
| Spagna     | 5        | 5             | Molina (3) CPL Valladolid (2)              | CPL Valladolid (3) Espanya Maiorca (2)                                                   |
| Italia     | 3        | 4             | Asiago Vipers (3)                          | Milano (2) Asiago Vipers (1) Ghosts Padova (1)                                           |
| Slovacchia | 0        | 1             |                                            | Dubnica Wild King (1)                                                                    |

### Titolo più recente
- Molina: 2025
- Diables Rethelois: 2021
- Tigres de Garges: 2019
- CPL Valladolid: 2011
- Asiago Vipers: 2008

### Titoli consecutivi
4 titoli consecutivi
- Diables Rethelois (2012, 2016, 2017, 2018[1])

3 titoli consecutivi
- Molina (2023, 2024, 2025)

2 titoli consecutivi
- Diables Rethelois (2003, 2004)
- Asiago Vipers (2007, 2008)
- CPL Valladolid (2010, 2011)